# Coca de Lleida
La coca de Lleida és una coca de recapte que inclou una barreja variadíssima d'ingredients, digna de la cuina catalana medieval. Aquesta cuina era coneguda per barrejar productes de mar i de muntanya. En aquest cas porta truita de riu, anxova o sardina, tomàquet i pebrot vermell, botifarra a rodanxes, rovelló i formatge sec de vaca. És una coca que es menja tradicionalment per Sant Blai; actualment se'n pot trobar tant a Lleida com a Tremp (Pallars).